# الكسندر بولوك مور
الكسندر بولوك مور هو دبلوماسي وناشر وسياسي أمريكي، ولد في 10 نوفمبر 1867 في بيتسبرغ في الولايات المتحدة، وتوفي في 17 فبراير 1930 في لوس أنجلوس في الولايات المتحدة.